# Quest (album)
Quest è una compilation dei Dinosaur Jr. pubblicata in Giappone e Australia nel 1993.

## Descrizione
Contiene brani del gruppo già pubblicati su tre extended play, Out There, Get Me e Start Choppin. Alcuni brani vennero registrati durante una sessione radiofonica nel Regno Unito, due con il DJ Mark Goodier, "Severed Lips" e "Thumb" e un'altra, "Get Me", per John Peel.

## Tracce
1. Quest (Live, da Out There) – 5:48 (J Mascis)
2. Hot Burrito #2 (da Get Me) – 3:21 (Chris Ethridge e Gram Parsons)
3. Turnip Farm (da Start Choppin) – 5:51 (Kurt Fedora e J Mascis)
4. Forget It (da Start Choppin) – 4:06 (J Mascis)
5. Kracked (Live, da Out There) – 3:29 (J Mascis)
6. Keeblin' (da Out There) – 3:42 (J Mascis)
7. Severed Lips (Goodier Session, da Out There) – 2:57 (J Mascis)
8. Get Me (John Peel Session,  da Out There) – 4:18 (J Mascis)
9. Thumb (Goodier Session, da Out There) – 3:06 (J Mascis)
10. Quest (Acoustic, da Get Me) – 4:48 (J Mascis)

## Musicisti
- J Mascis - chitarra, voce, batteria,
- Mike Johnson - basso, chitarra
- Murph - batteria
- Kurt Fedora: chitarra ritmica e basso (traccia 3)